# Melaine Walker
Melaine Walker (née le 1er janvier 1983 à Kingston) est une athlète jamaïcaine, spécialiste du 400 mètres haies, championne olympique à Pékin en 2008 et championne du monde à Berlin l'année suivante. Avec un record personnel à 52 s 42, elle est la sixième femme la plus rapide de tous les temps sur cette distance.

## Carrière
Melaine Walker fait ses débuts sur la scène internationale dès l'âge de quinze ans à l'occasion des Championnats du monde junior 1998 d'Annecy, se classant cinquième du 200 m et troisième du relais 4 × 100 m. Elle participe par ailleurs aux deux éditions suivantes, à Santiago du Chili en 2000 (troisième du 400 m haies et deuxième du relais 4 × 100 m), et à Kingston en 2002 (deuxième du 400 m haies).
En 2006, elle décroche ses premières médailles lors d'une compétition internationale senior à l'occasion des Jeux d'Amérique centrale et des Caraïbes. Éliminée en demi-finale des Championnats du monde 2007 d'Osaka, elle se classe en fin de saison troisième de la finale mondiale de l'IAAF à Stuttgart. 

### Titres olympiques et mondiaux (2008-2009)
Walker obtient le plus grand succès de sa carrière en 2008 en étant couronnée championne olympique à Pékin en 52 s 64, nouveau record olympique et meilleure performance de l'année. Elle confirme son rang en s'imposant lors des finales mondiales 2008.
En 2009, la Jamaïcaine remporte pour la troisième fois les championnats nationaux et se qualifie ainsi pour les Championnats du monde disputés fin août à Berlin. Le 20 août, Melaine Walker s'adjuge le titre en 52 s 42, établissant la deuxième meilleure performance de tous les temps derrière les 52 s 34 de la Russe Yuliya Pechonkina réalisés en 2003. Elle devance l'Américaine Lashinda Demus et la Trinidadienne Josanne Lucas.

### Vice-championne du monde à Daegu (2011)
Championne du monde en titre, elle prépare sa saison 2011 pour défendre son titre et participe en ce sens au Shanghai Golden Grand Prix, 1er meeting sur 400 m haies de la ligue de diamant 2011 ; elle termine 3e en 54 s 96 derrière sa compatriote Kaliese Spencer et sa dauphine des championnats du monde Lashinda Demus. Elle améliore ce temps d'environ une seconde et demie (53 s 56) lors de la 2e étape mais est de nouveau battue par Spencer et Demus dans l'ordre inverse.
Aux Mondiaux de Daegu, Walker doit s'incliner devant Demus mais obtient tout de même la médaille d'argent en 52 s 73.

## Palmarès
| Année | Compétition                              | Lieu                 | Résultat | Epreuve     |
| ----- | ---------------------------------------- | -------------------- | -------- | ----------- |
| 1998  | Championnats du monde juniors            | Annecy               | 5e       | 200 m       |
| 1998  | Championnats du monde juniors            | Annecy               | 3e       | 4 × 100 m   |
| 1999  | Championnats du monde jeunesse           | Bydgoszcz            | 2e       | 200 m       |
| 1999  | Championnats du monde jeunesse           | Bydgoszcz            | 6e       | 100 m haies |
| 2000  | Championnats du monde juniors            | Santiago du Chili    | 3e       | 400 m haies |
| 2000  | Championnats du monde juniors            | Santiago du Chili    | 2e       | 4 × 400 m   |
| 2002  | Championnats du monde juniors            | Kingston             | 2e       | 400 m haies |
| 2006  | Jeux d'Amérique centrale et des Caraïbes | Carthagène des Indes | 3e       | 400 m haies |
| 2006  | Jeux d'Amérique centrale et des Caraïbes | Carthagène des Indes | 2e       | 4 × 400 m   |
| 2007  | Finale mondiale                          | Stuttgart            | 3e       | 400 m haies |
| 2008  | Jeux olympiques                          | Pékin                | 1re      | 400 m haies |
| 2008  | Finale mondiale                          | Stuttgart            | 1re      | 400 m haies |
| 2009  | Championnats du monde                    | Berlin               | 1re      | 400 m haies |
| 2009  | Finale mondiale                          | Thessalonique        | 1er      | 400 m haies |
| 2011  | Championnats du monde                    | Daegu                | 2e       | 400 m haies |
| 2011  | Ligue de diamant                         | Ligue de diamant     | 2e       | 400 m haies |

## Records
| Épreuve     | Performance | Lieu       | Date         |
| ----------- | ----------- | ---------- | ------------ |
| 100 m haies | 12 s 75     | Sacramento | 9 juin 2006  |
| 400 m       | 51 s 61     | Kingston   | 22 mars 2008 |
| 400 m haies | 52 s 42     | Berlin     | 20 août 2009 |